# Aeschynomene multicaulis
Aeschynomene multicaulis là một loài thực vật có hoa trong họ Đậu. Loài này được Harms miêu tả khoa học đầu tiên.